# ジェームズ・ウィルソン (1995年生のサッカー選手)
ジェームズ・アンソニー・ウィルソン（James Anthony Wilson, 1995年12月1日 - ）は、イングランド出身のサッカー選手。ポート・ヴェイルFCに所属している。U-16、U-19、U-20、U-21のイングランド代表経験がある。ポジションはフォワード。

## クラブ経歴

### マンチェスター・ユナイテッド
マンチェスター・ユナイテッドから7歳の時に一度スカウトを受けたが、ウィルソンがユースで初めてマンチェスター・ユナイテッドの選手として試合に出場したのは2010年10月31日に行われたU-18チームの1. FCタトラン・プレショフとの親善試合であり、当時14歳であった。公式戦デビューは2011年2月5日に行われたウェスト・ブロムウィッチ・アルビオン戦であり、2010-11シーズンはその後3試合に出場し、ホームで1-2と敗れたエヴァトン戦でゴールを挙げ、準優勝したミルクカップでは2ゴールを記録した。2011-12シーズンは第2節で足首を骨折し、5ヶ月近くプレイから遠ざかることになった。チームに復帰するとU-18のチームでレギュラーとしてプレイするようになり、シーズン後半の13試合に出場し5ゴールを挙げ、FAユースカップでも2ゴールを挙げた。2012年3月6日に行われたウェスト・ブロムウィッチ・アルビオン戦ではフレディ・ヴェセリと交代で61分から出場し、リザーブチームデビューを果たした。
2012年7月には奨学生契約を結び、U-18ではレギュラーとしてプレイを続けた。2012-13シーズンの初ゴールが生まれるまで5試合を要したが、2012年9月22日に行われた第5節のニューカッスル・ユナイテッド戦では5ゴールを記録した。1試合5ゴールはサー・アレックス・ファーガソンが監督を務めた期間のすべての年代のチームで2番目の記録となるゴール数であった。その後4試合で5ゴールを挙げ、17歳の誕生日にはクラブとプロ契約を結び、その翌日に行われ4-2で勝利したサウサンプトン戦では2ゴールを記録した。怪我により2013年の1月中旬から3月までチームを離れた期間はあったが、18試合で14ゴールを記録し、U-18のチーム内得点王となった。
リザーブチームのプレシーズンでは活躍を見せたが、U-18で主軸としてプレイを続けており、開幕から6試合連続ゴールを記録し、トータル7ゴールを挙げた（6試合にはUEFAユースリーグのバイエル・レバークーゼン戦とシャフタール・ドネツク戦、リザーブチームにおけるマンチェスター・シニアカップのベリー戦の3試合を含む）。シーズン後半にはリザーブチームでの出場機会を増やし、2014年3月10日に行われたウルヴァーハンプトン・ワンダラーズ戦ではハットトリックを達成し、チームも3-0で勝利を挙げた。4月5日には初めてトップチームに招集され、ニューカッスル・ユナイテッド戦のメンバーに選ばれた。5月6日に行われたハル・シティ戦でプレミアリーグデビューを果たし、64分にロビン・ファン・ペルシと交代するまでプレイし、2ゴールを記録した。この試合ではトム・ローレンスもデビューを果たし、ユース出身の選手を2人同時にデビューさせたのは42年ぶりの出来事であった。2014年8月7日に行われたU-21のチームの試合であるマンチェスター・シニアカップ決勝のマンチェスター・シティ戦では後半戦の3ゴールを含め4ゴールを記録し、4-1の勝利に貢献した。
2014-15シーズンは2015年1月17日に行われ、2-0で勝利したクイーンズ・パーク・レンジャーズ戦でジョニー・エヴァンズと交代で出場し、終了間際にゴールを挙げ、シーズン初ゴールを記録した。

### アバディーン
2018年8月、アバディーンFCへレンタル移籍。2019年7月、アバディーンFCへ2年契約で完全移籍。

### サルフォード
2020年1月31日、サルフォード・シティFCへ移籍。

### ポート・ヴェイル
2021年6月7日、ポート・ヴェイルFCへ2年契約で移籍。

## 代表経歴
U-16イングランド代表して2011年3月に行われ、3-0で勝利した北アイルランド代表戦の1試合に出場し、10度目のヴィクトリー・シールド優勝に貢献した。2013年10月に行われ、6-1で勝利したエストニア代表戦でU-19代表デビューを果たした。

## 個人成績
| クラブ                       | シーズン | リーグ戦 | リーグ戦 | FAカップ | FAカップ | リーグカップ | リーグカップ | 欧州カップ | 欧州カップ | 通算 | 通算 |
| クラブ                       | シーズン | 出場     | 得点     | 出場     | 得点     | 出場         | 得点         | 出場       | 得点       | 出場 | 得点 |
| ---------------------------- | -------- | -------- | -------- | -------- | -------- | ------------ | ------------ | ---------- | ---------- | ---- | ---- |
| マンチェスター・ユナイテッド | 2013-14  | 1        | 2        | 0        | 0        | 0            | 0            | 0          | 0          | 1    | 2    |
| マンチェスター・ユナイテッド | 2014-15  | 13       | 1        | 3        | 1        | 0            | 0            | 0          | 0          | 16   | 1    |
| マンチェスター・ユナイテッド | 2015-16  | 1        | 0        | 0        | 0        | 1            | 0            | 0          | 0          | 1    | 0    |
| マンチェスター・ユナイテッド | 2016-17  | 0        | 0        | 0        | 0        | 0            | 0            | 0          | 0          | 0    | 0    |
| ダービー・カウンティFC       | 2016-17  | 4        | 0        | 0        | 0        | 0            | 0            | 0          | 0          |      |      |
| 通算                         |          |          |          |          |          |              |              |            |            |      |      |

| クラブ                      | シーズン | リーグ戦 | リーグ戦 | EFL  | EFL  | 通算 | 通算 |
| クラブ                      | シーズン | 出場     | 得点     | 出場 | 得点 | 出場 | 得点 |
| --------------------------- | -------- | -------- | -------- | ---- | ---- | ---- | ---- |
| ダービー・カウンティFC U-23 | 2016-17  | 0        | 0        | 1    | 0    | 1    | 0    |